# Domagoj Samac
Domagoj Samac (Zagabria, 7 agosto 1993) è un cestista croato.